# 스캇 서비스
스캇 서비스(1967년 6월 4일 ~)는 미국의 전 야구 선수이자, 시애틀 매리너스의 감독이다. 크레이턴대학교를 졸업했다.

## 같이 보기
- 2016년 시애틀 매리너스 시즌